# عبد الجواد ذنون
الفريق الأول الركن عبد الجواد ذنون رئيس أركان الجيش السابق.

## حياته
1. ولد الفريق الأول الركن عبد الجواد ذنون في مدينة الموصل عام 1940.
2. أكمل دراسته الإعدادية في الموصل عام 1960.

## دراسته
ولد في مدينة الموصل عام 1936، وتخرج من الكلية العسكرية الأولى بدورته الـ 35 وحصل على بكالوريوس علوم عسكرية، كما تخرج من كلية الاركان العراقية الدورة الـ34 وحصل على ماجستير بالعلوم العسكرية.
شغل العديد من المناصب في الجيش العراقي منها آمر لواء في الجيش العراقي، وقائد فرقة في الجيش العراقي، ومدير الاستخبارات العسكرية، وعضو القيادة العامة للقوات المسلحة، ومعاون رئيس أركان الجيش لشؤون العمليات، ورئيس أركان الجيش العراقي، وعضو المكتب العسكري لحزب البعث العربي الاشتراكي (المنحل)، ومحافظ نينوى، ومدير مجمع طريبيل الحدودي.
يشار إلى أن عبد الجواد ذنون غادر العراق بعد دخول القوات الأميركية عام 2003، وأقام في الأردن.